# Miladin Mutavdžić
Miladin Mutavdžić (in serbo Миладин Мутавџић?; Belgrado, 23 ottobre 1972) è un ex cestista jugoslavo.

## Palmarès
- Campionato sloveno: 1

Union Olimpija: 1998-99
- Campionato polacco: 1

Śląsk Breslavia: 2000-01
- Coppa di Jugoslavia: 1

Partizan Belgrado: 1989
- Coppa di Slovenia: 1

Union Olimpija: 1999
- Supercoppa polacca: 1

Śląsk Breslavia: 1999
- Coppa Korać: 1

Partizan Belgrado: 1988-89